# John Hart (Politiker, 1879)
John Hart (* 31. März 1879 in Mohill, County Leitrim, Irland; † 7. April 1957 in Victoria) war ein kanadischer Politiker und Unternehmer. Vom 9. Dezember 1941 bis zum 29. Dezember 1947 war er Premierminister der Provinz British Columbia und Vorsitzender der British Columbia Liberal Party.

## Biografie
1898 wanderte Hart nach Kanada aus, arbeitete in einer Bank in Victoria und gründete 1909 ein eigenes Finanzunternehmen namens Gillespie, Hart and Co. Er trat der British Columbia Liberal Party bei und wurde bei den Wahlen im September 1916 als Abgeordneter des Wahlbezirks Victoria in die Legislativversammlung von British Columbia gewählt, dem er 31 Jahre lang ununterbrochen angehörte. Von 1917 bis 1924 sowie ab 1933 war er Finanzminister der Provinz.
Bei den Wahlen am 21. Oktober 1941 konnten die Liberalen keine Mehrheit der Sitze erringen. Im Gegensatz zu Premierminister Thomas Dufferin Pattullo war Hart bereit, eine Koalitionsregierung mit der British Columbia Conservative Party zu bilden. Dadurch gelang es, die sozialistische Co-operative Commonwealth Federation von der Macht fernzuhalten. Hart trat das Amt des Premierministers am 9. Dezember 1941 an und blieb auch weiterhin Finanzminister. Bei den Wahlen 1945 behauptete sich die Koalitionsregierung.
Nach dem Ende des Zweiten Weltkriegs gab Harts Regierung umfangreiche Infrastrukturarbeiten in Auftrag, es entstanden neue Kraftwerke und Hauptstraßen. Das aufwändigste Projekt war der über 400 km lange Highway 97 zwischen Prince George und Dawson Creek, der heute seinen Namen trägt. Am 29. Dezember 1947 trat Hart zurück und nahm wieder seine frühere berufliche Tätigkeit auf. 1957 starb er im Alter von 78 Jahren.